# Хагерман (Њу Мексико)
Хагерман (енгл. Hagerman) град је у америчкој савезној држави Њу Мексико.

## Демографија
По попису из 2010. године број становника је 1.257, што је 89 (7,6%) становника више него 2000. године.
| Група             | 2000.       | 2010.       |
| Белци             | 419 (35,9%) | 401 (31,9%) |
| Афроамериканци    | 1 (0,1%)    | 9 (0,7%)    |
| Азијати           | 1 (0,1%)    | 6 (0,5%)    |
| Хиспаноамериканци | 738 (63,2%) | 833 (66,3%) |
| Укупно            | 1.168       | 1.257       |